# Bingham (Nottinghamshire)
Bingham è un comune e parrocchia civile dell'Inghilterra, appartenente alla contea del Nottinghamshire.